# Sandra Jenkins
Sandra Jenkins (n. 20 iulie 1961, Edmonton, Alberta, Canada) este o jucătoare de curl ce a reprezentat Canada, medaliată olimpică. A participat la o ediție a Jocurilor Olimpice (2006) în care a câștigat o medalie de bronz.

## Participări
Lista de mai jos prezintă principalele competiții la care a participat Sandra Jenkins de-a lungul carierei.
- Curling ai XX Giochi olimpici invernali[*]